# Francis Rossi (rugby à XIII)
Pas d'image ? Cliquez ici

a Compétitions nationales et continentales officielles uniquement.

b Matchs officiels uniquement.
Francis Rossi, né le 7 novembre 1937 à Marseille et mort le 3 juillet 1992 dans la même ville, est un joueur de rugby à XIII international français évoluant au poste de pilier dans les années 1950, 1960 et 1970.

## Biographie
Formé à Marseille XIII, c'est avec ce club qu'il prend part dès 1956 au Championnat de France. Hormis un intermède de deux saisons au sein du Bataillon de Joinville, il reste jusqu'en 1970 au sein du club de Marseille avec lequel il remporte deux titre de Coupe de France en 1957 et 1965, bien qu'il ne prend pas part aux finales.
Il compte deux sélections en équipe de France en 1960 et est sélectionné lors de la Coupe du monde 1960 mais n'y dispute aucune rencontre.

## Palmarès
- Collectif : 
  - Vainqueur de la Coupe de France : 1957[1] et 1965[1] (Marseille).

### Détails en sélection
| Matchs internationaux de Francis Rossi | Matchs internationaux de Francis Rossi | Matchs internationaux de Francis Rossi | Matchs internationaux de Francis Rossi | Matchs internationaux de Francis Rossi | Matchs internationaux de Francis Rossi | Matchs internationaux de Francis Rossi | Matchs internationaux de Francis Rossi | Matchs internationaux de Francis Rossi | Matchs internationaux de Francis Rossi | Matchs internationaux de Francis Rossi | Matchs internationaux de Francis Rossi |
|                                        | Date                                   | Adversaire                             | Résultat                               | Compétition                            | Poste                                  | Points                                 | Essais                                 | Pen.                                   | Drops                                  |                                        |                                        |
| -------------------------------------- | -------------------------------------- | -------------------------------------- | -------------------------------------- | -------------------------------------- | -------------------------------------- | -------------------------------------- | -------------------------------------- | -------------------------------------- | -------------------------------------- | -------------------------------------- | -------------------------------------- |
| sous les couleurs de la France         |                                        |                                        |                                        |                                        |                                        |                                        |                                        |                                        |                                        |                                        |                                        |
| 1.                                     | 11 juin 1960                           | Australie                              | 8-8                                    | Tournée                                | Pilier                                 | -                                      | -                                      | -                                      | -                                      |                                        |                                        |
| 2.                                     | 13 octobre 1960                        | Nouvelle-Zélande                       | 22-11                                  | Test-match                             | Pilier                                 | -                                      | -                                      | -                                      | -                                      |                                        |                                        |

### Statistiques
| Saison    | Saison    | Championnat           | Championnat | Championnat | Championnat | Championnat | Championnat | Championnat | Coupe           | Coupe      | Coupe | Coupe | Coupe | Coupe | Coupe |
| Saison    | Saison    | Comp.                 | Class.      | M           | Pts         | Ess.        | Buts        | Dp.         | Comp.           | Class.     | M     | Pts   | Ess.  | Buts  | Dp.   |
| --------- | --------- | --------------------- | ----------- | ----------- | ----------- | ----------- | ----------- | ----------- | --------------- | ---------- | ----- | ----- | ----- | ----- | ----- |
| 1956-1957 | Marseille | Championnat de France | 1/2 finale  | ?           | -           | -           | -           | -           | Coupe de France | Vainqueur  | ?     | -     | -     | -     | -     |
| 1957-1958 | Marseille | Championnat de France | 8e          | ?           | -           | -           | -           | -           | Coupe de France | 1/4 finale | ?     | -     | -     | -     | -     |
| 1958-1959 | Armée     | Championnat de France | 14e         | ?           | -           | -           | -           | -           | Coupe de France | 1/8 finale | ?     | -     | -     | -     | -     |
| 1959-1960 | Armée     | Championnat de France | 10e         | ?           | -           | -           | -           | -           | Coupe de France | 1/8 finale | ?     | -     | -     | -     | -     |
| 1960-1961 | Marseille | Championnat de France | 9e          | ?           | -           | -           | -           | -           | Coupe de France | 1/4 finale | ?     | -     | -     | -     | -     |
| 1961-1962 | Marseille | Championnat de France | 13e         | ?           | -           | -           | -           | -           | Coupe de France | ?          | ?     | -     | -     | -     | -     |
| 1962-1963 | Marseille | Championnat de France | 1/4 finale  | ?           | -           | -           | -           | -           | Coupe de France | ?          | ?     | -     | -     | -     | -     |
| 1963-1964 | Marseille | Championnat de France | ?           | ?           | -           | -           | -           | -           | Coupe de France | ?          | ?     | -     | -     | -     | -     |
| 1964-1965 | Marseille | Championnat de France | 9e          | ?           | -           | -           | -           | -           | Coupe de France | Vainqueur  | ?     | -     | -     | -     | -     |
| 1965-1966 | Marseille | Championnat de France | 5e          | ?           | -           | -           | -           | -           | Coupe de France | 1/4 finale | ?     | -     | -     | -     | -     |
| 1966-1967 | Marseille | Championnat de France | 1/4 finale  | ?           | -           | -           | -           | -           | Coupe de France | 1/4 finale | ?     | -     | -     | -     | -     |
| 1967-1968 | Marseille | Championnat de France | 1/4 finale  | ?           | -           | -           | -           | -           | Coupe de France | 1/2 finale | ?     | -     | -     | -     | -     |
| 1968-1969 | Marseille | Championnat de France | 7e          | ?           | -           | -           | -           | -           | Coupe de France | 1/4 finale | ?     | -     | -     | -     | -     |
| 1969-1970 | Marseille | Championnat de France | 14e         | ?           | -           | -           | -           | -           | Coupe de France | 1/8 finale | ?     | -     | -     | -     | -     |